# Arizela dulcis
Arizela dulcis là một loài bướm đêm trong họ Geometridae.